# Centrum Babylon Liberec
Centrum Babylon je kongresový, hotelový a zábavní komplex v centru města Liberce o rozloze 30 000 m², který vznikl v roce 1998 přestavbou areálu bývalé textilní továrny Hedva. V areálu se nachází volnočasové aktivity, Wellness Hotel Babylon a kongresové prostory. Součástí centra je aquapark s laser show, Funpark, lunapark, 4D kino, virtuální realita, minigolf, bowling, laser Game a také IQPARK, součást science centra IQLANDIA.

## Historie
Areál libereckého Centra Babylon byl vybudován na místě brownfieldů, bývalých a značně zchátralých objektů výrobního závodu Hedva. Centrum vzniklo postupnou rekonstrukcí těchto objektů na ploše více než 25 000 m² a další výstavbou (včetně rozšiřování areálu na dalších pozemcích o výměře větší než 6 000 m²).
Výstavba byla zahájena v červenci roku 1997. Jednotlivá střediska byla budována v rámci několika etap. V první etapě v roce 1998 bylo vystavěno Nákupní městečko s obchody a soubor gastro provozů, dále lunapark, laser game, bowling, diskotéka či herna s videohrami. Pro pořádání společenských akcí, plesů a firemních večírků byl zbudován konferenční sál.
V dalších letech přibyly nové části areálu jako Byznys Centrum (1999) a Hotel Babylon (2000) s kapacitou 250 lůžek. V roce 2000 byl otevřen tematický aquapark se soustavou bazénů, tobogánů a nejrůznějších vodních atrakcí zakomponovaných do prostředí antických lázní. O rok později přibyl výstavní a společenský sál Expo.
V prosinci 2005 byla otevřena nová část Hotelu Babylon s kongresovým centrem. Tím došlo k výraznému navýšení ubytovací kapacity na více než 1 000 lůžek. V květnu 2007 byl v areálu Centra Babylon otevřen iQPARK, v červenci pak zahájil provoz Labyrint. Koncem roku 2007 bylo také otevřeno Wellness centrum.
V průběhu roku 2009 byly postupně vybudovány a otevřeny nové provozovny 4D kino, laserové střelnice a golfového simulátoru. V roce 2021 bylo otevřeno nové zábavní středisko pod názvem Funpark.

## Části komplexu

### Wellness centrum
Od roku 2007 je otevřeno wellness centrum, které po rekonstrukci zaujímá plochu více než 1000 m² a řadí se tak mezi největší v Čechách.[zdroj⁠?!]

### Aquapark

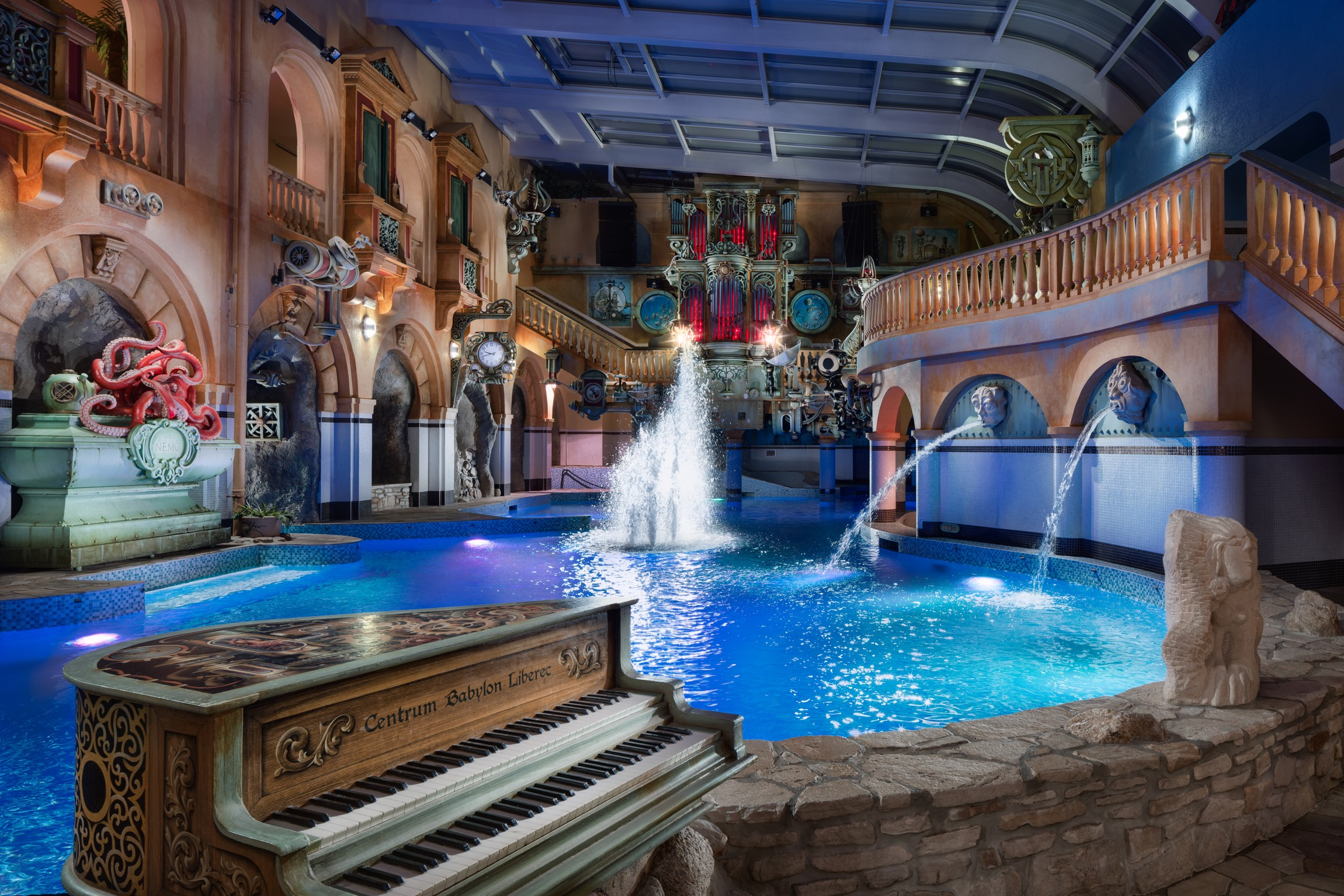

Aquapark Centra Babylon je jediný aquapark v ČR s unikátní výzdobou ve stylu steampunku.[zdroj?] Součástí je laser show, 3D projekce promítaná nad hladinou bazénu. V akvaparku se nachází bazény, 4 tobogány, skluzavky, divoká řeka, vířivky, vodotrysky, gejzíry a vodní masáže, relaxační zóny, sauny.  

### Funpark
Na místě bývalého Nákupního městečka bylo vybudováno roku 2021 nové zábavní středisko Funpark. Na ploše 3 500 m2 se nachází více než dvacet atrakcí od obřího vodopádu se skluzavkou přes střílecí hrad s pěnovými míčky až po Ninja arénu –  překážkovou dráhu.

### Lunapark
Areál ve stylu pouti se rozkládá na ploše 3000 m2. Nachází se zde například autodrom, kolotoče, rodeo na divokém býku, závodní dráha se šlapadly, houpačky, prolézačky, skluzavka, trampolína, vláček s kačenkami, nafukovací hrad a další atrakce.

### iQpark
Interaktivní zábavně naučné science centrum je první svého druhu v České republice a navazuje na původní Muzeum zábavního poznávání, které bylo otevřeno v roce 2004. iQpark slouží především školám jako doplněk pro výuku přírodovědných předmětů, neboť nabízí více než 200 exponátů z nejrůznějších oblastí lidského života. V celkem čtyřech podlažích se nachází exponáty členěné do několika tematických okruhů.

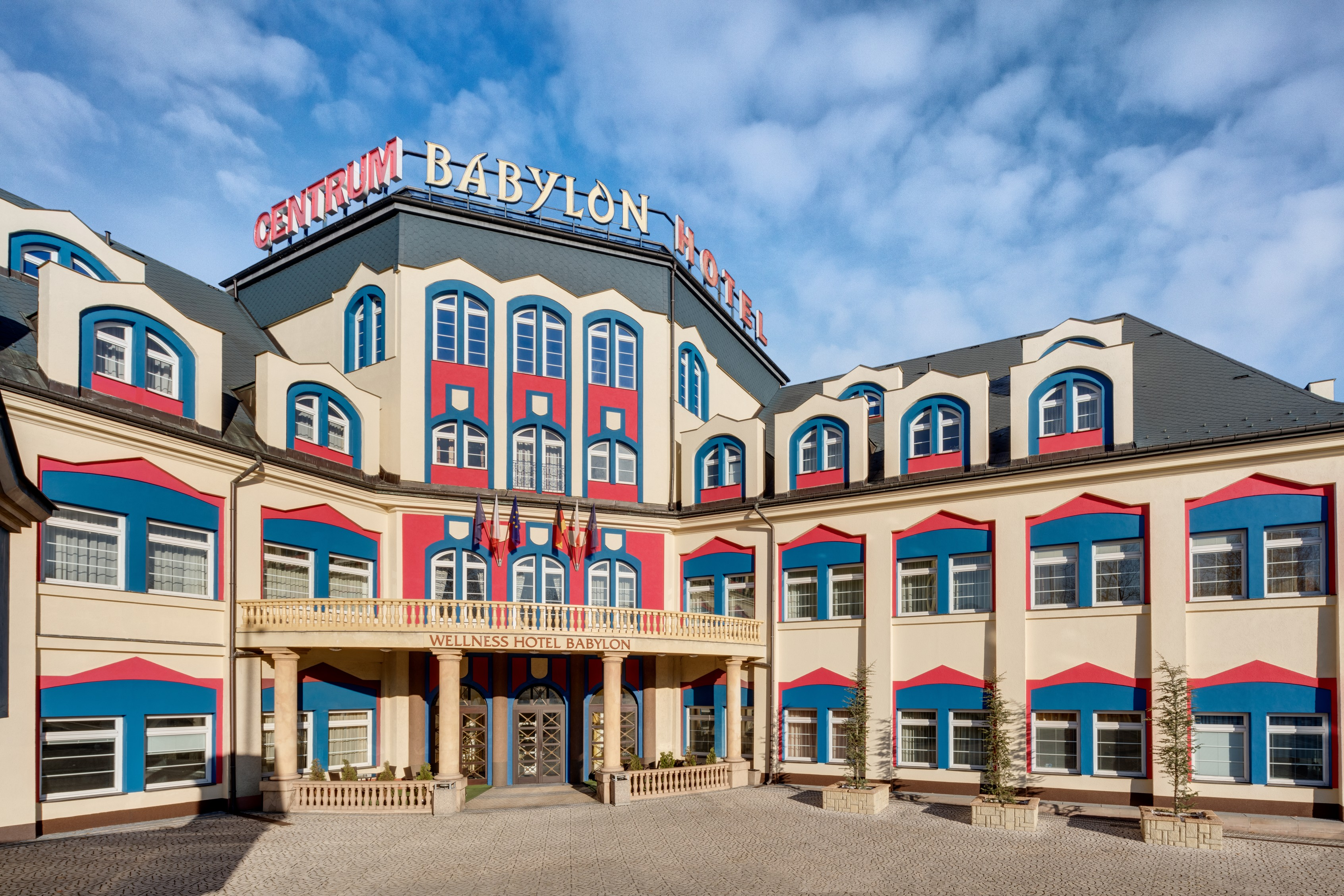